# پادشاه جینهونگ
پادشاه جینهونگ (به کره‌ای: 진흥왕)، (سلطنت: ۵۴۰~۵۷۶ میلادی)؛ بیست و چهارمین پادشاه شیلا، یکی از سه پادشاهی کره و برادرزاده پادشاه بوپهونگ بود. او و پادشاه سونگ بیست و ششمین پادشاه بکجه، بر سر دره رودخانه هان با یکدیگر مبارزه کردند. پادشاه جینهونگ در این نبرد پیروز شد.

## آغاز حکمرانی و کشور گشایی
در سال ۵۵۱ پادشاه جین هونگ شروع به لشکرکشی کرد، او کاری را آغاز کرد که هیچ پادشاه شیلا قبلاً انجام نداده بود. پادشاه جین هیونگ وسعت قلمرو شیلا را سه برابر کرد. وی نام این دوره زمانی را به "ته چانگ (태창)" تغییر داد که به معنی "بسیار شکوفا شو" است و از سرزمین تازه گسترش یافته خود که به تازگی فتح کرده بود بازدید کرد تا بناهای تاریخی ارضی را که دستاوردهای او را توصیف می‌کردند، برپا کند. بنای یادبود شاه جین هونگ که بنا شد، به خوبی دستاوردها و فتوحات وی را نشان می‌دهد.
او با اعلام خود به عنوان پادشاه بودیسم ایده‌آل، این آیین را ترویج داد و ایدولوژی بودایی را به عنوان ایدولوژی حاکم ملی تأسیس کرد.
شاه بئوپ هونگ که پادشاه پیشین شیلا بود هیچ پسری نداشت بنابراین برادرزاده خود یعنی جینهیونگ را جانشین خود کرد و شاه جین هیونگ در سن کودکی بر تخت نشست، مادرش ملکه جیسو نیز به عنوان نایب السلطنه خدمت کرد..
در آن زمان گوگوریو و باکجه درگیر رقابت شدیدی در شبه جزیره کره بودند و گوگوریو منطقه مرکزی از جمله حوضه رودخانه هان را کنترل می‌کرد.
حوضه رودخانه هان یک نقطه استراتژیک بود زیرا یک مسیر حمل و نقل مهم بود که چین و کره را به هم متصل می‌کرد.
بکجه که حوضه رودخانه هان را به گوگوریو از دست داد در نتیجه بسیار ضعیف شد و به شدت در تلاش بود تا آن را به دست آورد. پادشاه جین هیونگ همکاری نظامی با بکجه را تقویت کرد و تلاش کرد تا به منطقه مرکزی پیشروی کند.
سر انجام در سال ۵۵۱ زمانی که شاه جینهیونگ ۱۸ سال سن داشت به همراه شاه سئونگ از بکجه به گوگوریو حمله کرد و پیروزی بزرگی به دست آورد.
علاوه بر این امتداد خط ساحلی شرقی به سمت شمال پیشروی و منطقه کنونی هام هونگ در استان هامگیونگ کره جنوبی را به قلمرو خود افزوده کند.
همان‌طور که قبلاً گفته شد بنای یادبود شاه جین هیونگ تمام افتخارات وی را حک کرده است.
در نتیجه در شبه جزیره کره که زمانی گوگوریو و بکجه قدرت داشتند شیلا به عنوان قدرتی که شانه به شانه آنها ایستاده بود یا بهتر است بگوییم برتر از آنها بود ایستادگی کرد و شیلا از اقتدار بیشتری نسبت به گوگوریو و بکجه به دست آورد.
حتی باکجه نتوانست در برابر خود آن زمان محافظت کند بنابراین شیلا مناطق بزرگی از بکجه را نیز فتح و رودخانه هان را نیز فتح کرد.
باکجه از این امر خشمگین شد و به شیلا حمله کرد اما در سال ۵۵۴ در نبرد قلعه گوانگسان سونگ ارتش شیلا شاه سونگ را به قتل رساند و ارتش شیلا پیروز شد و کنترل کامل منطقه مرکزی شبه جزیره را به دست آورد. سپس جین هونگ در ۵۶۲ سرزمین گایا را تصرف کرد و موفق شد گایا را به‌طور کامل بخشی از قلمرو شیلا کند. همان‌طور که قبلاً گفته شد بنای یادبود شاه جین هیونگ تمام افتخارات وی را حک کرده است و به یاد پاکی پادشاه و برای ستایش فضیلت و دستاوردهای او در پایتخت و در کوه بوخانسان ساخته شد و امروز در موزه نگهداری می‌شود.
پادشاه جین هیونگ مناطقی که فتح کرد بناهای تاریخی ساخت و کمک بسیار زیادی به مردم کرد.
در فوریه سال ۵۴۴ (سال پنجم سلطنت جین هونگ شاه) معبد هوانگ نیونگ سا اولین معبدی در شیلا که پادشاه بوپ هونگ (شاه پیشین) می‌خواست زمانی که بودیسم را به رسیمت شناخت بسازد شاه جین هیونگ این کار را تکمیل کرد و معبد ۹ طبقه بزرگ ساخته شد که مرتفع‌ترین ساختمان در کره در نظر گرفته می‌شود.

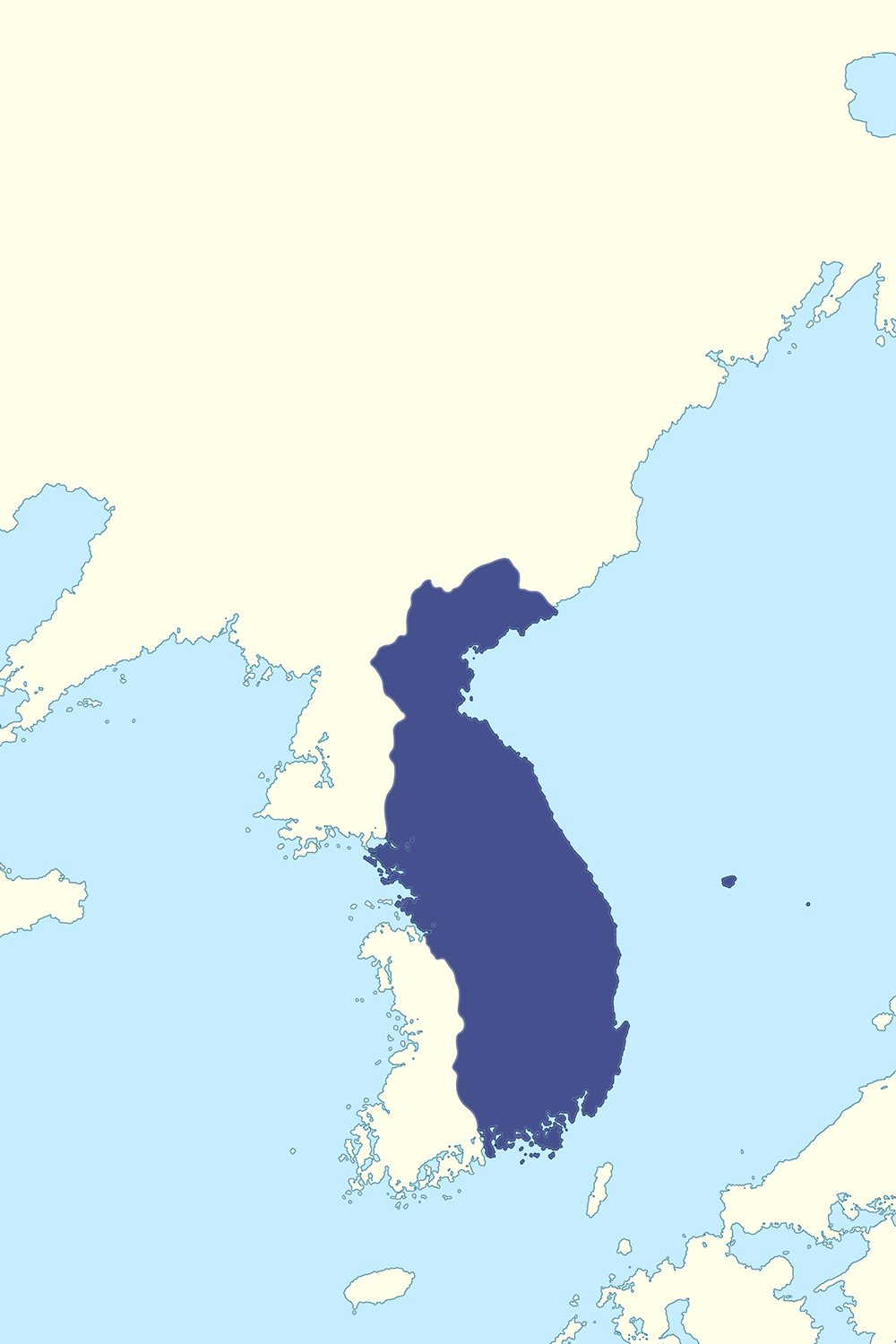
شیلا در دوره حکمرانی پادشاه جین هونگ که بخشی‌هایی که گوگوریو و بکجه را تصرف و گایا را تسخیر کرد

پادشاه جین هیونگ قصد داشت قصری عظیم برای نشان دادن اقتدار وی بنا کند اما آن را به یک معبد تغییر داد. این امر فراتر از ترویج ساده بودیسم بود و نشان داد که قصد دارد جایگاه و مشروعیت قدرت سلطنتی را از طریق بودیسم تضمین کند.
شاه جین هئونگ دو پسر داشت، (دونگ ریون و ساریون). این نام از پادشاه مقدس چرخ گردان گرفته شده است که در بودیسم به معنای شاه ایده عالی است که جهان را از طریق قوانین بودایی متحد می‌کند و بر آن سلطنت می‌کند.
می‌گویند شاه چهار چرخ دارد: چرخ طلایی، چرخ نقره ای، چرخ مفرغی و چرخ آهنی.
۶ راه اندازی هوارانگدو و پایه‌گذاری برای اتحاد سه پادشاهی در همین حال، سیستم هوارانگدو برای اولین بار در زمان سلطنت پادشاه جینهونگ آغاز گردید.
هوارانگدو یک سازمان آموزشی مستقل جوانان و سازمان نظامی متشکل از یک رهبر به نام هوارنگ و گروهی از پیروان به نام نانگدو است.
اینطور نیست که قبلاً چنین سازمان‌های جوانانی در شیلا وجود نداشت، اما آنها به‌طور سیستما تیک توسط دولت در دوران شاه جین هونگ ایجاد و حمایت شدند.
با این حال دلیل اینکه شاه سیستم هوارانگدو را راه اندازی کرد تقویت آموزش یا فعالیت‌های نظامی برای جوانان بود. همچنین در بهار ۵۷۶ سیستم وان هوا اجرا شد. وون هوا ارتشی بود که زنان در آن سرباز بودند و به کشور خدمت می‌کردند. بزرگ‌ترین وانهوآ در شیلا وان هوآ میشیل بود.
در سامگوک یوسا اثر ایل یون، این مورد به شرح زیر ارزیابی شده است:
از آنجایی که پادشاه جین‌هیونگ پادشاهی پرهیزکار بود که فضایل او را به ارث برده بود، به سلطنت رسید و با اقتدار بر همه مقامات فرمانروایی کرد. از آنجایی که او کاملاً از توانایی فرماندهی برخوردار بود، عنوان سلطنتی دِوانگ‌هونگ‌ریونسا (大王興輪寺) به او داده شد.

### تاسیس هوارانگ
در سال ۵۷۶؛ جین هونگ هوارانگ را تأسیس نمود و این گروه بعدها نقشی عظیم را در اتحاد سه پادشاهی کره ایفا نمودند.

## مرگ و جانشین
پادشاه جین هیونگ {کیم ساماک جونگ} در سال ۵۷۶ و در سن ۵۱ سالگی بعد از ۳۷ سال تصرفات و پیشرفت درگذشت.
دومین پسرش شاهزاده گوم ریون که پادشاه جینجی لقب گرفت، جانشین او شد. اما بر اساس نظر بانو میشیل، شاهزاده گوم ریون تخت سلطنت را از جانشین حقیقی انتخاب شده یعنی نوهٔ جین هیونگ (شاهزاده بک جونگ) که بعد از یک کودتا که توسط میشیل ترتیب داده شد با عنوان پادشاه جینپیونگ به سلطنت رسید؛ ربوده است.

## تصویرسازی مدرن
- بازیگر لی سونجه درسال ۲۰۰۹ ام‌بی‌سی مجموعه تلوزیونی ملکه سوندوک.
- بازیگر پارک هیونگشیک درسال ۲۰۱۶–۲۰۱۷ کی‌بی‌اس ۲ مجموعه تلوزیونی هوارانگ: جوانان جنگجوی شاعر.
- بازیگر کیم یونهونگ درسال ۲۰۱۷ کی‌بی‌اس مجموعه تلوزیونی تاریخ کره (مجموعه تلوزیونی)
- بازیگر کیم سونگ سو درسال ۲۰۲۱ کی‌بی‌اس ۲ مجموعه تلوزیونی طلوع ماه در رودخانه
- بازیگر کیم میونگسو درسال ۲۰۲۳ ای‌اِن‌اِی مجموعه تلوزیونی ماه در روز